# Tayla Harris
Tayla Harris   (Brisbane, 16 d'abril de 1997) és una jugadora de futbol australià que juga a l'equip femení del Carlton Football Club de la lliga AFL Women's (AFLW) i també és boxejadora professional. Abans havia jugat amb els Brisbane Lions en la temporada inaugural de l'AFL Women's (2017). A setembre de 2020, estava considerada com la quarta millor boxejadora femenina de pes mitjà per la revista The Ring i novena segons BoxRec.

## Inicis i etapa amateur
Harris vav néixer i va créixer als suburbis del nord de Brisbane i va començar a jugar en competicions de futbol per l'Aspley Football Club als cinc anys. Va jugar en una competició mixta amb noies i nois fins al 2010.
Als 15 anys, va començar a jugar amb el primer equip del Zillmere Eagles a la lliga femenina de Queensland (QAWFL), on va guanyar el premi a la jugadora best and fairest (millor i més esportiva) en la seva primera temporada. El 2017, després de traslladar-se a Melbourne, va començar a jugar a la competició femenina de la VFL amb els St Kilda Sharks.
Va representar Queensland en la competició júnior, i va ser nomenada cinc cops a l'equip australià ideal.
Als 17 anys, va fitxar per l'equip que representava el Melbourne en la sèrie d'exhibició de l'AFL women's. Va continuar jugant pel club fins al 2016. També va jugar amb l'equip que representava els Brisbane Lions el 2016.
Va fer l'escola primària al Prince of Peace Lutheran College i l'institut a Albany Creek State High School.

## Trajectòria a l'AFL Women's
Harris va ser un dels dos fitxatges estrella que van anunciar els Brisbane Lions per la temporada inaugural de la lliga, el 2017. Va debutar-hi en el partit inaugural, en un partit contra el Melbourne a Casey Fields. En la segona ronda, va ser nominada al premi Estrella ascendent per una actuació contra Fremantle on va fer dos gols, dotze passades i set marques, i també va ser nomenada "Jugadora de la Setmana" per l'Associació de Jugadors de l'AFL. Al final de les dues primeres rondes estava classificada quarta de la lliga per gols marcats (dos) i primera per marques disputades (vuit).
Al final de la temporada, Harris va ser seleccionada a l'equip ideal australià de 2017.
Abans del període de traspassos de 2017, Harris va expressar el seu desig de ser traspassada a un club de Victòria. El període començava el 15 de maig. Les primeres converses entre el Brisbane i el Carlton no van arribar a bon port; encara que el Carlton oferia un canvi per Bianca Jakobsson, Brisbane volia una altra jugadora. El Melbourne també va fer una oferta per Harris. El 25 de maig de 2017, Harris va ser traspassada al Carlton en una operació complexa on van participar quatre equips, cinc jugadores i una elecció al draft.
Va jugar sis partits amb el seu nou club el 2018 i va marcar cinc gols, empatant amb Darcy Vescio, i compartint-hi el títol de màxima golejadora.

## Registres com a boxejadora
| 8 combats   | 7 victòries | 0 derrotes |
| Per KO      | 3           | 0          |
| Per decisió | 4           | 0          |
| Empats      | 1           | 1          |

| No. | Resultat | Registre | Contrincant       | Tipus | Round, temps | Data        | Lloc                                                      | Notes                                                                       |
| --- | -------- | -------- | ----------------- | ----- | ------------ | ----------- | --------------------------------------------------------- | --------------------------------------------------------------------------- |
| 8   | Victòria | 7–0–1    | Janay Harding     | TKO   | 4 (8), 0:58  | 22 nov 2019 | The Melbourne Pavilion, Flemington, Victòria, Austràlia   | Va guanyar el títol australià femení de pes super-welter, que estava vacant |
| 7   | Victòria | 6–0–1    | Margarite Butcher | TKO   | 2 (8), 1:18  | 18 oct 2019 | The Melbourne Pavilion, Flemington, Victoria, Australia   | Va guanyar el títol australià femení de pes mitjà                           |
| 6   | Victòria | 5–0–1    | Renee Gartner     | TKO   | 2 (5), 1:53  | 14 ago 2019 | ICC Exhibition Centre, Sydney, New South Wales, Austràlia |                                                                             |
| 5   | Empat    | 4–0–1    | Sarah Dwyer       | MD    | 8            | 17 nov 2018 | The Melbourne Pavilion, Flemington, Victoria, Austràlia   | Pel títol australià femení de pes mitjà                                     |
| 4   | Victòria | 4–0–0    | Janay Harding     | UD    | 5            | 7 set 2018  | The Melbourne Pavilion, Flemington, Victoria, Austràlia   |                                                                             |
| 3   | Victòria | 3–0      | Margarite Butcher | UD    | 6            | 4 ago 2018  | The Melbourne Pavilion, Flemington, Victoria, Austràlia   |                                                                             |
| 2   | Victòria | 2–0      | Tessa Tualevao    | MD    | 4            | 23 set 2017 | Eatons Hill Hotel, Eatons Hill, Queensland, Austràlia     |                                                                             |
| 1   | Victòria | 1–0      | Margarite Butcher | UD    | 4            | 24 jun 2017 | Eatons Hill Hotel, Eatons Hill, Queensland, Austràlia     |                                                                             |

## Insults online
Quan la cadena Seven Network va publicar a les xarxes socials una fotografia de Michael Willson on es veia Harris xutant a gol amb la cama completament estirada, en un partit de 2019 contra les Western Bulldogs, va ser objecte de comentaris i insults sexuals. Va haver-hi polèmica quan, en comptes d'esborrar els comentaris, la cadena va esborrar la foto sencera. Harris va repiular la foto amb el missatge: "Aquí teniu una foto meva a la feina... penseu-hi abans de fer comentaris despectius, animals". Van solidaritzar-se amb Tayla Harris gent com les jugadores de l'AFLW Erin Phillips i Darcy Vescio, el jugador del Geelong Patrick Dangerfield, la ciclista Anna Meares, la cap de futbol de l'AFLW, Nicole Livingstone i el director general de l'Australian Football League Gillon McLachlan, i la ministra federal de la dona Kelly O'Dwyer. Phillips, Vescio, Meares i O'Dwyer també van condemnar la decisió de Seven Network d'esborrar la foto, cosa que es va percebre com cedir al troleig. Finalment, la van tornar a penjar i van demanar disculpes.
L'11 de setembre de 2019, es va inaugurar una estàtua de bronze que immortalitzava la imatge a Federation Square, a Melbourne. La BBC va mencionar l'incident de la foto i l'estàtua quan la va considerar dins de la llista 100 Women de 2019.
El 27 de febrer de 2020, es va anunciar que Tayla Harris seria ambaixadora de Our Watch - una organització contra la violència contra les dones i els seus fills.

## Vida privada
Harris viu a Melbourne amb la seva companya Sarah i tres gossos.